# Qualificazioni al campionato mondiale di calcio 1978 - CAF
Sono elencate di seguito le date e i risultati della zona africana (CAF) per le qualificazioni al mondiale del 1978.

## Formula
26 membri FIFA: si contendono 1 posto disponibile per la fase finale. La  Rep. Centrafricana, il  Sudan e la  Tanzania si ritirano al secondo turno, lo  Zaire al terzo turno. Le qualificazioni si compongono di 5 turni:
- Primo Turno: 4 squadre, giocano playoff con partite di andata e ritorno. Le vincenti accedono al secondo turno.
- Secondo Turno: 24 squadre, giocano playoff con partite di andata e ritorno. Le vincenti accedono al terzo turno.
- Terzo Turno: 12 squadre, giocano playoff con partite di andata e ritorno. Le vincenti accedono al quarto turno.
- Quarto Turno: 6 squadre, giocano playoff con partite di andata e ritorno. Le vincenti accedono al quinto turno.
- Quinto Turno: 3 squadre, giocano playoff con partite di andata e ritorno. Le vincenti si qualificano alla fase finale.

## Primo Turno
| Data          | Luogo    | Squadra 1    | Risultato | Squadra 2    |
| ------------- | -------- | ------------ | --------- | ------------ |
| 7 marzo 1976  | Freetown | Sierra Leone | 5 - 1     | Niger        |
| 21 marzo 1976 | Niamey   | Niger        | 2 - 1     | Sierra Leone |

| Data          | Luogo       | Squadra 1  | Risultato | Squadra 2  |
| ------------- | ----------- | ---------- | --------- | ---------- |
| 13 marzo 1976 | Ouagadougou | Alto Volta | 1 - 1     | Mauritania |
| 28 marzo 1976 | Nouakchott  | Mauritania | 0 - 2     | Alto Volta |

 Sierra Leone e  Alto Volta qualificate al secondo turno.

## Secondo Turno
| Data           | Luogo   | Squadra 1 | Risultato | Squadra 2 |
| -------------- | ------- | --------- | --------- | --------- |
| 1º aprile 1976 | Algeri  | Algeria   | 1 - 0     | Libia     |
| 16 aprile 1976 | Tripoli | Libia     | 0 - 0     | Algeria   |

| Data             | Luogo      | Squadra 1 | Risultato          | Squadra 2 |
| ---------------- | ---------- | --------- | ------------------ | --------- |
| 12 dicembre 1976 | Casablanca | Marocco   | 1 - 1              | Tunisia   |
| 9 gennaio 1977   | Tunisi     | Tunisia   | 1 - 1 4 - 2 d.c.r. | Marocco   |

| Data            | Luogo | Squadra 1 | Risultato | Squadra 2 |
| --------------- | ----- | --------- | --------- | --------- |
| 17 ottobre 1976 | Lomé  | Togo      | 1 - 0     | Senegal   |
| 31 ottobre 1976 | Dakar | Senegal   | 1 - 1     | Togo      |

| Data            | Luogo   | Squadra 1 | Risultato | Squadra 2 |
| --------------- | ------- | --------- | --------- | --------- |
| 10 ottobre 1976 | Accra   | Ghana     | 2 - 1     | Guinea    |
| 31 ottobre 1976 | Conakry | Guinea    | 2 - 1     | Ghana     |
| 16 gennaio 1977 | Lomé    | Guinea    | 2 - 0     | Ghana     |

| Data | Luogo | Squadra 1 | Risultato | Squadra 2          |
| ---- | ----- | --------- | --------- | ------------------ |
|      |       | Zaire     | N/G       | Rep. Centrafricana |

| Data            | Luogo    | Squadra 1    | Risultato | Squadra 2    |
| --------------- | -------- | ------------ | --------- | ------------ |
| 16 ottobre 1976 | Freetown | Sierra Leone | 0 - 0     | Nigeria      |
| 30 ottobre 1976 | Lagos    | Nigeria      | 6 - 2     | Sierra Leone |

| Data            | Luogo       | Squadra 1         | Risultato | Squadra 2         |
| --------------- | ----------- | ----------------- | --------- | ----------------- |
| 17 ottobre 1976 | Brazzaville | Congo-Brazzaville | 2 - 2     | Camerun           |
| 31 ottobre 1976 | Yaoundé     | Camerun           | 0 - 2     | Congo-Brazzaville |

| Data              | Luogo       | Squadra 1      | Risultato | Squadra 2      |
| ----------------- | ----------- | -------------- | --------- | -------------- |
| 4 settembre 1976  | Ouagadougou | Alto Volta     | 1 - 1     | Costa d'Avorio |
| 26 settembre 1976 | Abidjan     | Costa d'Avorio | 2 - 0     | Alto Volta     |

| Data             | Luogo       | Squadra 1 | Risultato | Squadra 2 |
| ---------------- | ----------- | --------- | --------- | --------- |
| 29 ottobre 1976  | Il Cairo    | Egitto    | 3 - 0     | Etiopia   |
| 14 novembre 1976 | Addis Abeba | Etiopia   | 1 - 2     | Egitto    |

| Data | Luogo | Squadra 1 | Risultato | Squadra 2 |
| ---- | ----- | --------- | --------- | --------- |
|      |       | Kenya     | N/G       | Sudan     |

| Data | Luogo | Squadra 1 | Risultato | Squadra 2 |
| ---- | ----- | --------- | --------- | --------- |
|      |       | Uganda    | N/G       | Tanzania  |

| Data           | Luogo    | Squadra 1 | Risultato | Squadra 2 |
| -------------- | -------- | --------- | --------- | --------- |
| 9 maggio 1976  | Lusaka   | Zambia    | 4 - 0     | Malawi    |
| 30 maggio 1976 | Blantyre | Malawi    | 0 - 1     | Zambia    |

 Algeria,  Tunisia,  Togo,  Guinea,  Zaire,  Nigeria,  Congo-Brazzaville,  Costa d'Avorio,  Egitto,  Kenya,  Uganda e  Zambia qualificate al terzo turno.

## Terzo Turno
| Data             | Luogo  | Squadra 1 | Risultato | Squadra 2 |
| ---------------- | ------ | --------- | --------- | --------- |
| 6 febbraio 1977  | Tunisi | Tunisia   | 2 - 0     | Algeria   |
| 28 febbraio 1977 | Algeri | Algeria   | 1 - 1     | Tunisia   |

| Data             | Luogo   | Squadra 1 | Risultato | Squadra 2 |
| ---------------- | ------- | --------- | --------- | --------- |
| 13 febbraio 1977 | Lomé    | Togo      | 0 - 2     | Guinea    |
| 27 febbraio 1977 | Conakry | Guinea    | 2 - 1     | Togo      |

| Data | Luogo | Squadra 1 | Risultato | Squadra 2 |
| ---- | ----- | --------- | --------- | --------- |
|      |       | Nigeria   | N/G       | Zaire     |

| Data             | Luogo       | Squadra 1         | Risultato | Squadra 2         |
| ---------------- | ----------- | ----------------- | --------- | ----------------- |
| 13 febbraio 1977 | Bouaké      | Costa d'Avorio    | 3 - 2     | Congo-Brazzaville |
| 27 febbraio 1977 | Brazzaville | Congo-Brazzaville | 1 - 3     | Costa d'Avorio    |

| Data             | Luogo    | Squadra 1 | Risultato | Squadra 2 |
| ---------------- | -------- | --------- | --------- | --------- |
| 6 febbraio 1977  | Nairobi  | Kenya     | 0 - 0     | Egitto    |
| 27 febbraio 1977 | Il Cairo | Egitto    | 1 - 0     | Kenya     |

| Data             | Luogo   | Squadra 1 | Risultato    | Squadra 2 |
| ---------------- | ------- | --------- | ------------ | --------- |
| 13 febbraio 1977 | Kampala | Uganda    | 1 - 0        | Zambia    |
| 27 febbraio 1977 | Ndola   | Zambia    | 4 - 2 d.t.s. | Uganda    |

 Tunisia,  Guinea,  Nigeria,  Costa d'Avorio,  Egitto e  Zambia qualificate al quarto turno.

## Quarto Turno
| Data           | Luogo   | Squadra 1 | Risultato | Squadra 2 |
| -------------- | ------- | --------- | --------- | --------- |
| 5 giugno 1977  | Conakry | Guinea    | 1 - 0     | Tunisia   |
| 19 giugno 1977 | Tunisi  | Tunisia   | 3 - 1     | Guinea    |

| Data           | Luogo  | Squadra 1      | Risultato | Squadra 2      |
| -------------- | ------ | -------------- | --------- | -------------- |
| 10 luglio 1977 | Lagos  | Nigeria        | 4 - 0     | Costa d'Avorio |
| 25 luglio 1977 | Bouaké | Costa d'Avorio | 2 - 2     | Nigeria        |

| Data           | Luogo    | Squadra 1 | Risultato | Squadra 2 |
| -------------- | -------- | --------- | --------- | --------- |
| 15 luglio 1977 | Il Cairo | Egitto    | 2 - 0     | Zambia    |
| 31 luglio 1977 | Lusaka   | Zambia    | 0 - 0     | Egitto    |

 Tunisia,  Nigeria e  Egitto qualificate al quinto turno.

## Quinto Turno
| Data              | Luogo    | Squadra 1 | Risultato | Squadra 2 |
| ----------------- | -------- | --------- | --------- | --------- |
| 25 settembre 1977 | Tunisi   | Tunisia   | 0 - 0     | Nigeria   |
| 8 ottobre 1977    | Lagos    | Nigeria   | 4 - 0     | Egitto    |
| 21 ottobre 1977   | Il Cairo | Egitto    | 3 - 1     | Nigeria   |
| 12 novembre 1977  | Lagos    | Nigeria   | 0 - 1     | Tunisia   |
| 25 novembre 1977  | Il Cairo | Egitto    | 3 - 2     | Tunisia   |
| 11 dicembre 1977  | Tunisi   | Tunisia   | 4 - 1     | Egitto    |

| Pos | Squadra | Pti | G | V | N | P | GF | GS | DR |
| --- | ------- | --- | - | - | - | - | -- | -- | -- |
| 1   | Tunisia | 5   | 4 | 2 | 1 | 1 | 7  | 4  | +3 |
| 2   | Egitto  | 4   | 4 | 2 | 0 | 2 | 7  | 11 | -4 |
| 3   | Nigeria | 3   | 4 | 1 | 1 | 2 | 5  | 4  | +1 |

 Tunisia qualificata alla fase finale.